# Amphidiscophora
Los anfidiscóforos (Amphidiscophora) son una subclase de la clase Hexactinellida.
Son esponjas vítreas cuyo cuerpo nunca está fijado a un sustrato duro pero permanece anclado en sustratos blandos por medio de un penacho basal o por un grupo de espículas. Estas espículas son megascleras bien diferenciadas, nunca fusionadas en forma de entramado rígido y microscleras birrotuladas, nunca con hexásteres. Fundamentalmente aparecen en aguas profundas.
Ejemplos de géneros de esta subclase son: Hyalonema, Monorhophis y Pheronema. cuyo esqueleto mineral está compuesto por espículas silíceas de seis radios que se cruzan en ángulo recto, conocidas como hexactinas, lo que da nombre al grupo.